# Arctium tomentosum
Espèce
Statut de conservation UICN

 LC  : Préoccupation mineure
Arctium tomentosum, la Bardane tomenteuse ou poilue, est une espèce de plante à fleurs de la famille des Astéracées.

## Description
Arctium tomentosum est une plante herbacée biennale.
La tige est dressée, avec des branches montantes pouvant atteindre une hauteur d'environ 2 mètres.
Les feuilles sont blanches ou grisâtres et assez feutrées, vertes et glabres vers la tige.
Les feuilles basilaires sont pétiolées.
Le limbe est cordiforme, avec des marges plutôt denticulées.
Les feuilles peuvent atteindre une longueur de 20 à 50 centimètres et une largeur de 10 à 30 centimètres.
Les fleurs sont rouges violacées, avec un diamètre entre 0,9 et 1,2 cm.
Cette espèce se distingue des espèces apparentées par le dessous des feuilles couvert de poils laineux blancs.
Les fleurs et les fruits apparaissent entre juillet et septembre.

## Répartition
Cette espèce se trouve naturellement en Europe et en Asie, de l'Espagne à la province de Xinjiang à l'ouest de la Chine, et dans d'autres parties du monde comme l'Amérique du nord.

## Statuts de protection, menaces
L'espèce n'est pas encore évaluée à l'échelle mondiale et européenne par l'UICN. En France, elle est classée comme non préoccupante .
Toutefois localement l'espèce est considérée en danger-critique (CR) en Île de France ; quasi menacée (NT), proche du seuil des espèces menacées ou qui pourraient l'être si des mesures de conservation spécifiques n'étaient pas prises, en Nord-Pas-de-Calais, Bourgogne, Alsace.

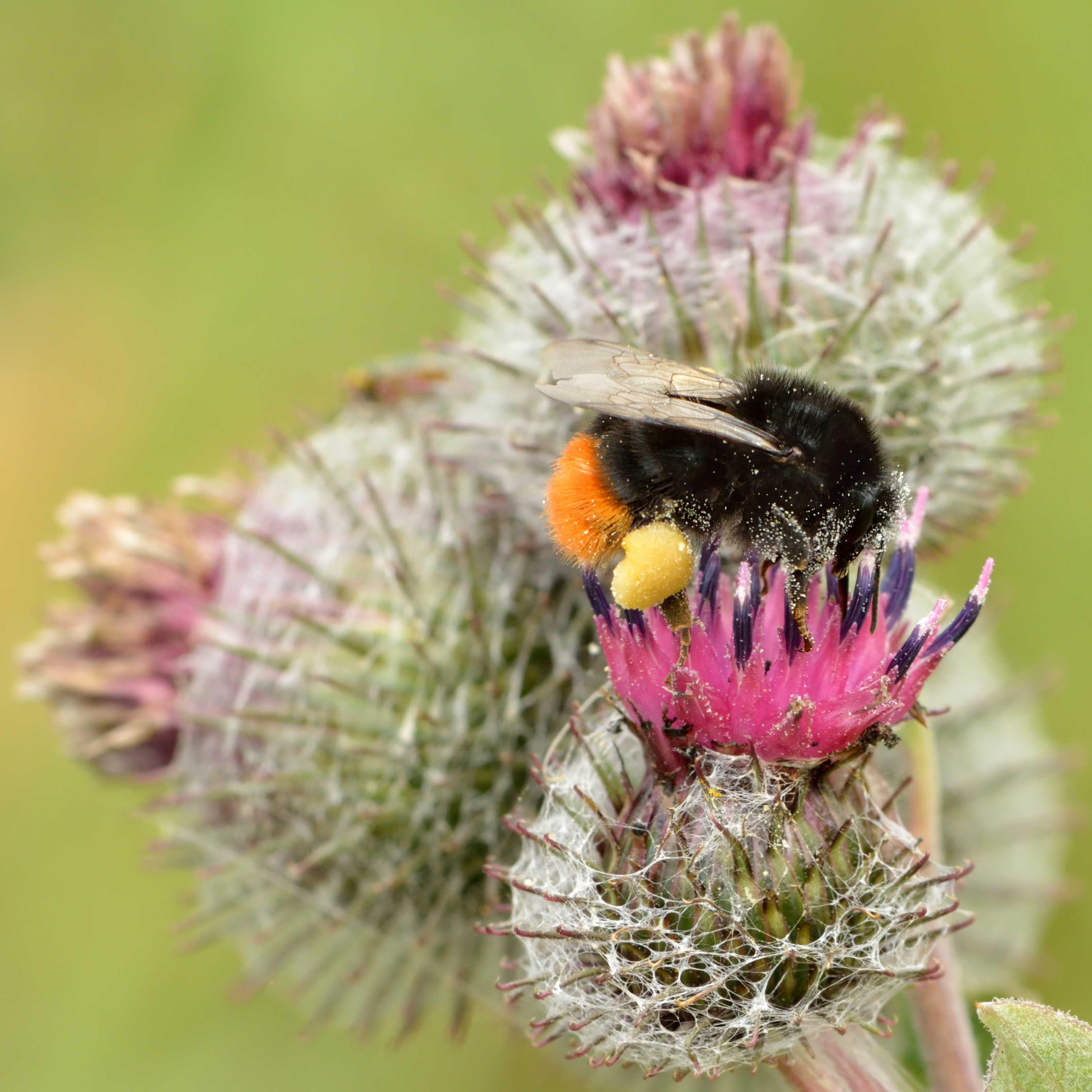
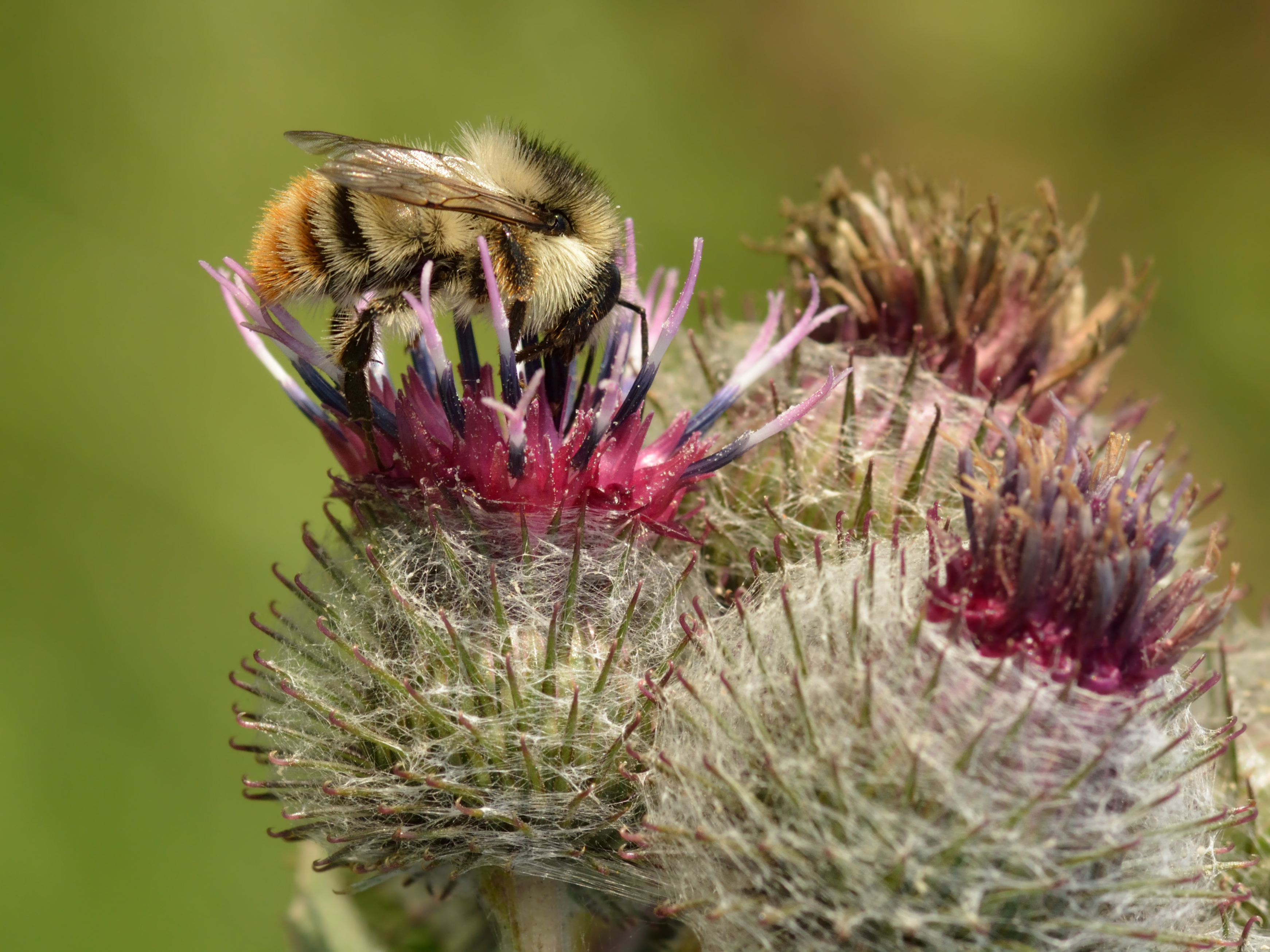
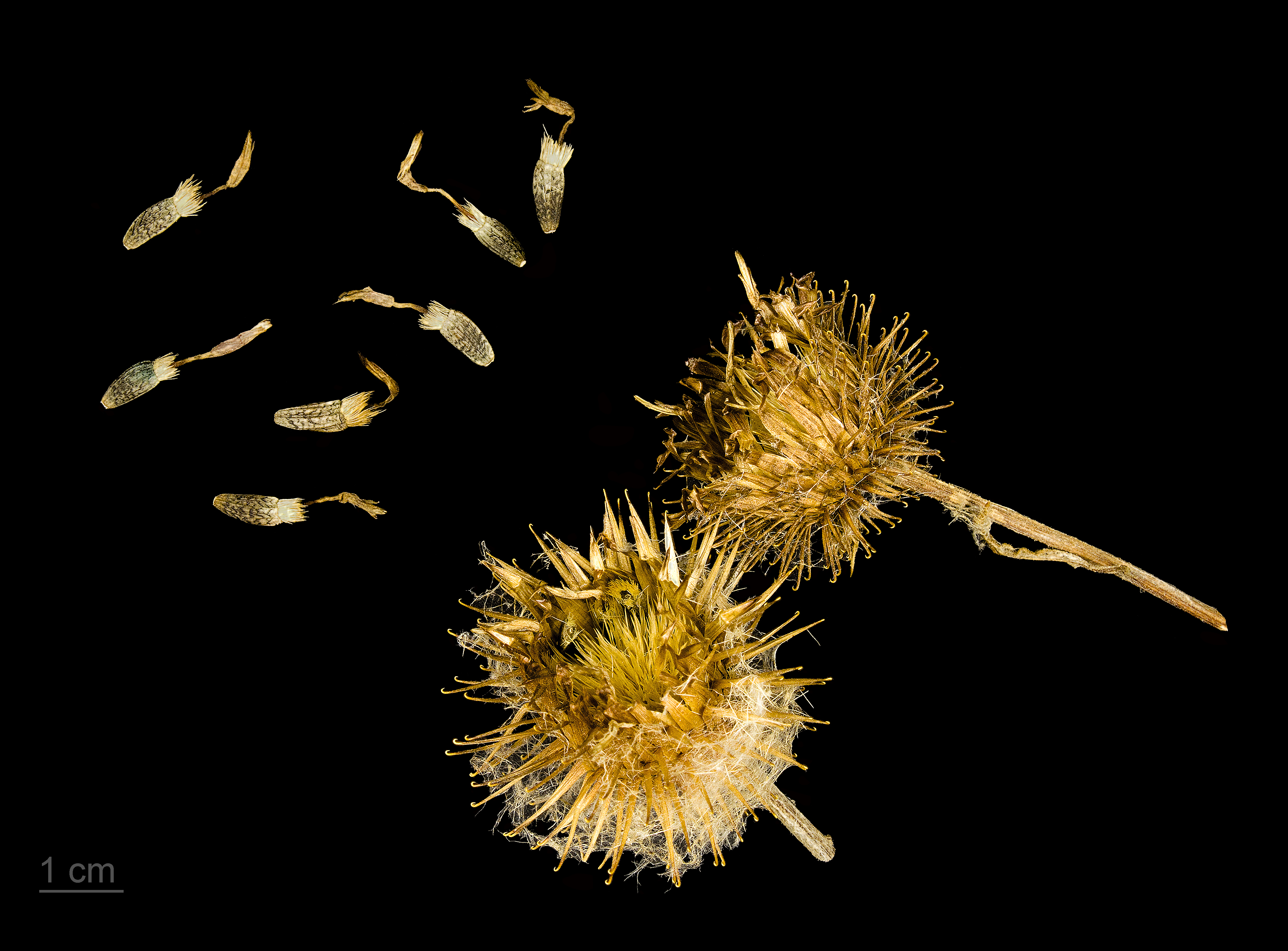
Graines et fleurs séchées d'Arctium tomentosum au Muséum de Toulouse.
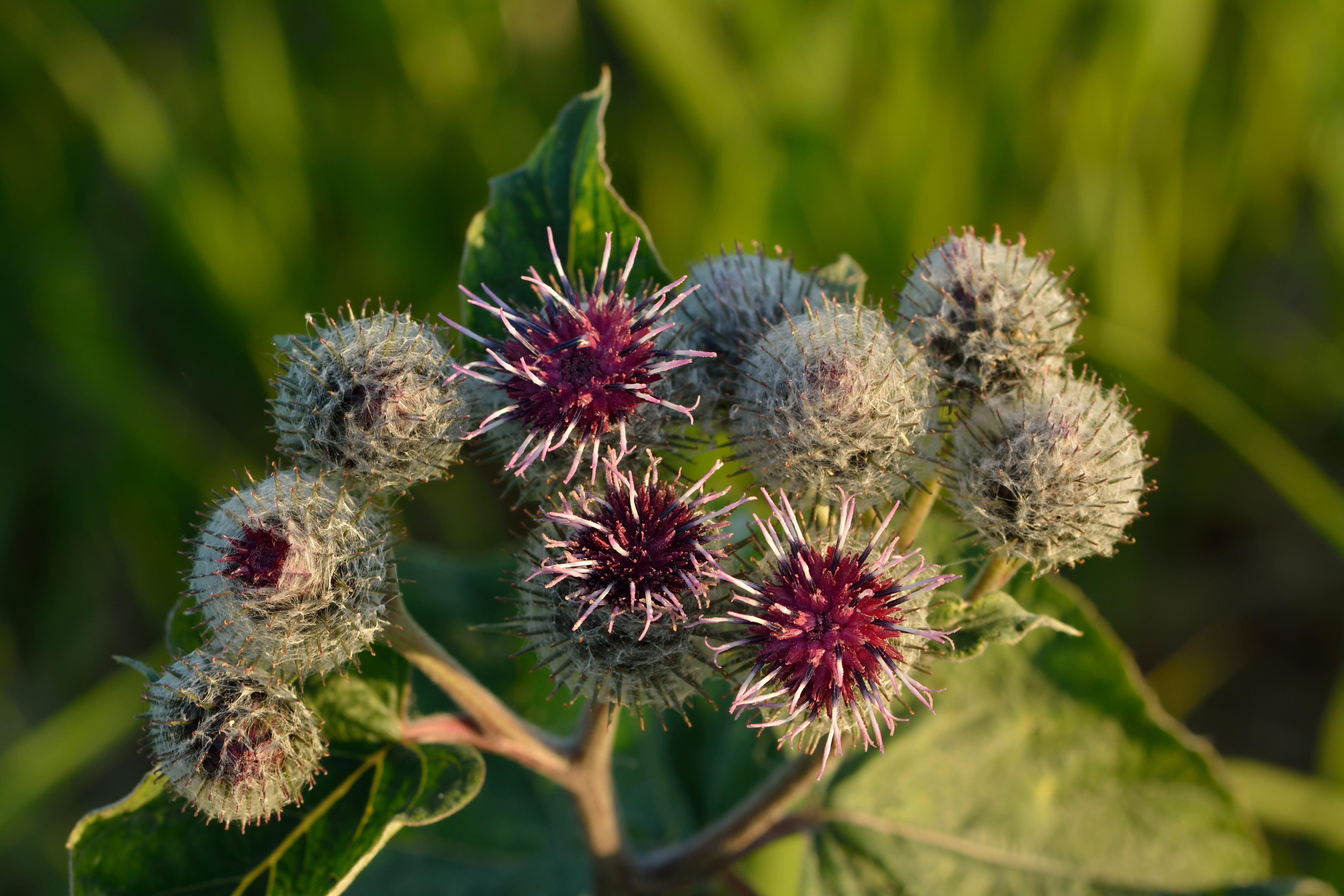
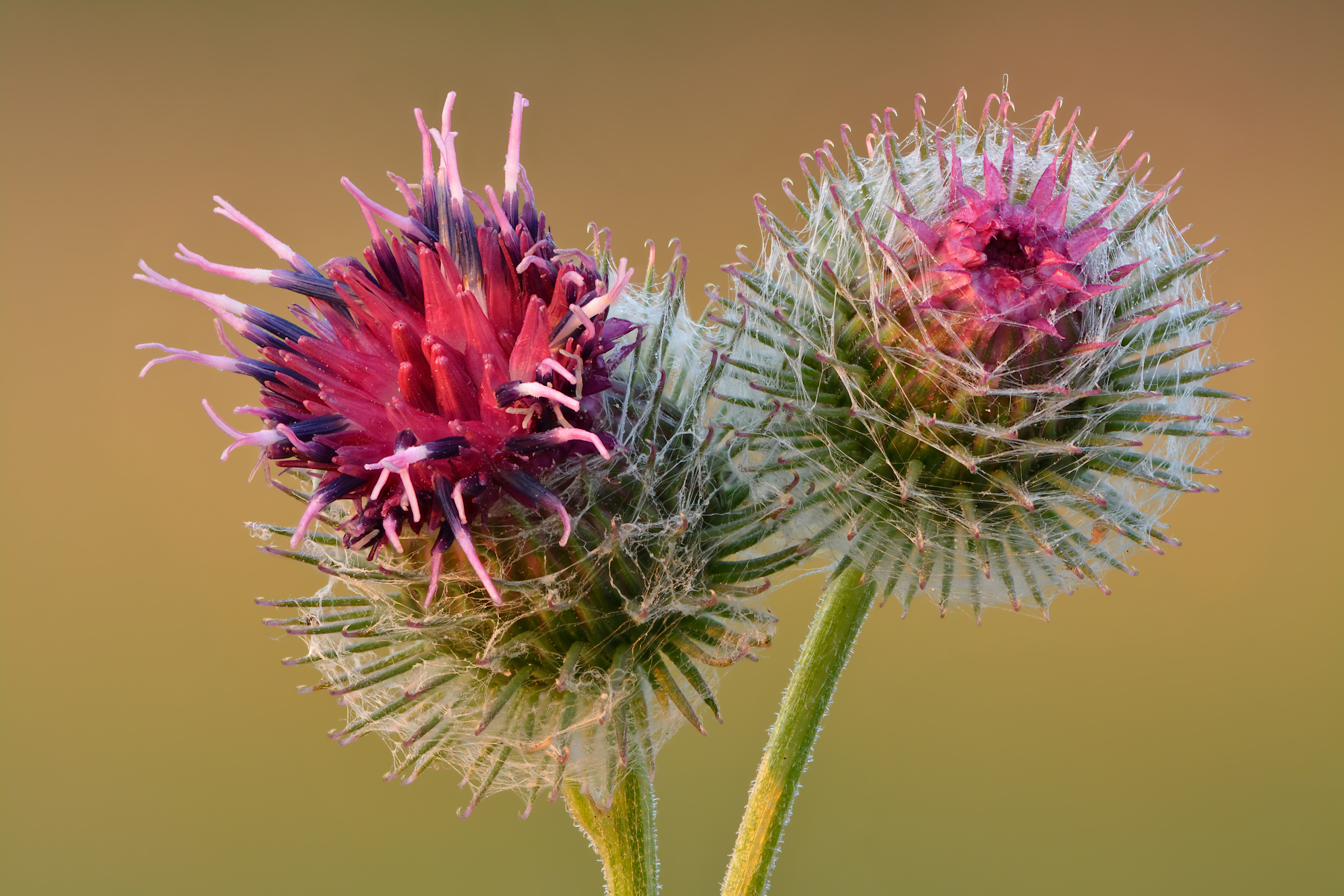